# Virginia General Assembly

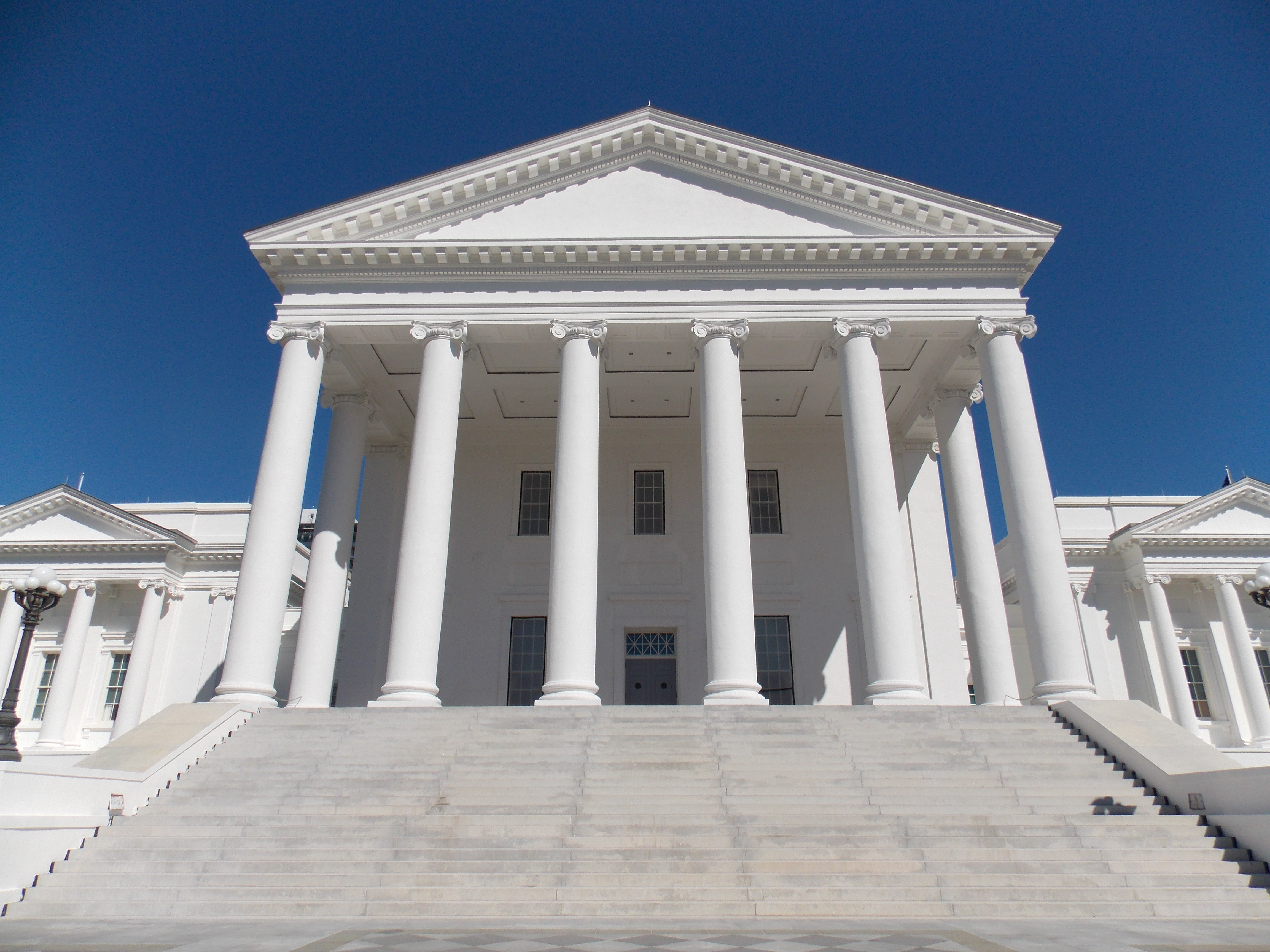
Das Virginia State Capitol in Richmond

Die Virginia General Assembly ist die Legislative des amerikanischen Bundesstaates Virginia. Sie tagt im Virginia State Capitol in Richmond.

## Geschichte
Die Virginia General Assembly ist das älteste gesetzgebende Organ der westlichen Hemisphäre. Sie geht zurück auf das Jahr 1619, als die Gründung des House of Burgesses bei Jamestown erfolgte. Hier fanden von 1619 bis 1699 die Versammlungen statt. Danach tagte man in Williamsburg in Virginia im Capitol. Mit der Ratifizierung der Verfassung des Staates Virginia wurde es 1776 die gesetzgebende Generalversammlung. Gouverneur Thomas Jefferson veranlasste 1780 den Umzug nach Richmond.

## Zusammensetzung
Die Assembly besteht aus zwei Kammern, dem Abgeordnetenhaus (Unterhaus) und dem Senat (Oberhaus). Sitz des Parlaments ist die Hauptstadt Richmond.